# Charles-Auguste van den Berghe
Charles-Auguste van den Berghe né à Beauvais (Oise) 12 avril 1798, et mort à Paris 17 novembre 1853 est un peintre néo-classique français.

## Biographie
Fils d'Augustin van den Berghe, artiste et professeur à la manufacture de Beauvais, Charles-Auguste van den Berghe est admis à l'École des beaux-arts de Paris et pourra, grâce aux relations de son père, avoir le privilège de suivre les cours de ses célèbres amis. Il entre en 1817 dans l'atelier d'Anne-Louis Girodet (1767-1824),. Il va concourir sans succès en 1823, 1825 et 1826 pour le prix de Rome. À la mort de Girodet, Charles-Auguste van den Berghe deviendra, en 1825, l'élève d'Antoine-Jean Gros (1771-1835), de Pierre-Narcisse Guérin (1774-1833) et d'Horace Vernet (1789-1863) lors de son séjour à Rome, de 1827 à 1829.
En 1836, il confie à un ami au sujet de l'acquisition de son tableau L'Ensevelissement de la Vierge : « J'aimerais bien qu'elle décore la cathédrale de Beauvais, où j'ai été baptisé et fait ma première communion. Ce sont des idées qui feraient bien rire des gens, mais ce ne sont pas moins mes idées ». Le roi Charles X acheta le tableau et l'attribua à la cathédrale Saint-Pierre-et-Saint-Paul de Nantes.
Charles-Auguste van den Berghe reçoit les insignes de chevalier de la Légion d'honneur en 1839.

## Œuvres dans les collections publiques
- Dijon, musée Magnin: Daphnis et Chloé, huile sur toile, esquisse[4].
- Lisieux, musée d'Art et d'Histoire : Portrait de Mme Duval Le Camus, femme de M. Jules-Alexandre Duval Le Camus, 1821, huile sur toile[5].
- Nantes, cathédrale Saint-Pierre-et-Saint-Paul : Ensevelissement de la Vierge, 1835, huile sur toile[6].
- Paris, École nationale supérieure des beaux-arts : La Pudeur, 1826, huile sur toile[7] ;

## Salons
- 1826 : Antigone donnant la sépulture à Polynice.
- 1833 : Daphnis et Chloé, huile sur toile, 267 × 214 cm, obtient une 2e médaille.